# Bourcq
 Bourcq  es una población y comuna francesa, en la región de Champaña-Ardenas, departamento de Ardenas, en el distrito y cantón de Vouziers.
Entre 1828 y 1871, Mars-sous-Bourcq estuvo integrada en Bourcq.

## Demografía
| 317                       | 337 | 317 | 275 | 458 | 470 | 429 | 458 | lac. | lac. | 404 | 265 | 248 | 259 | 220 | 186 | 187 | 187 | 187 | 164 | 136 | 135 | 130 | 130 | 93 | 105 | 107 | 94 | 79 | 79 | 76 | 70 | 62 | 58 |
| (Fuente: Cassini e INSEE) |     |     |     |     |     |     |     |      |      |     |     |     |     |     |     |     |     |     |     |     |     |     |     |    |     |     |    |    |    |    |    |    |    |